# Schloss Großneuhausen

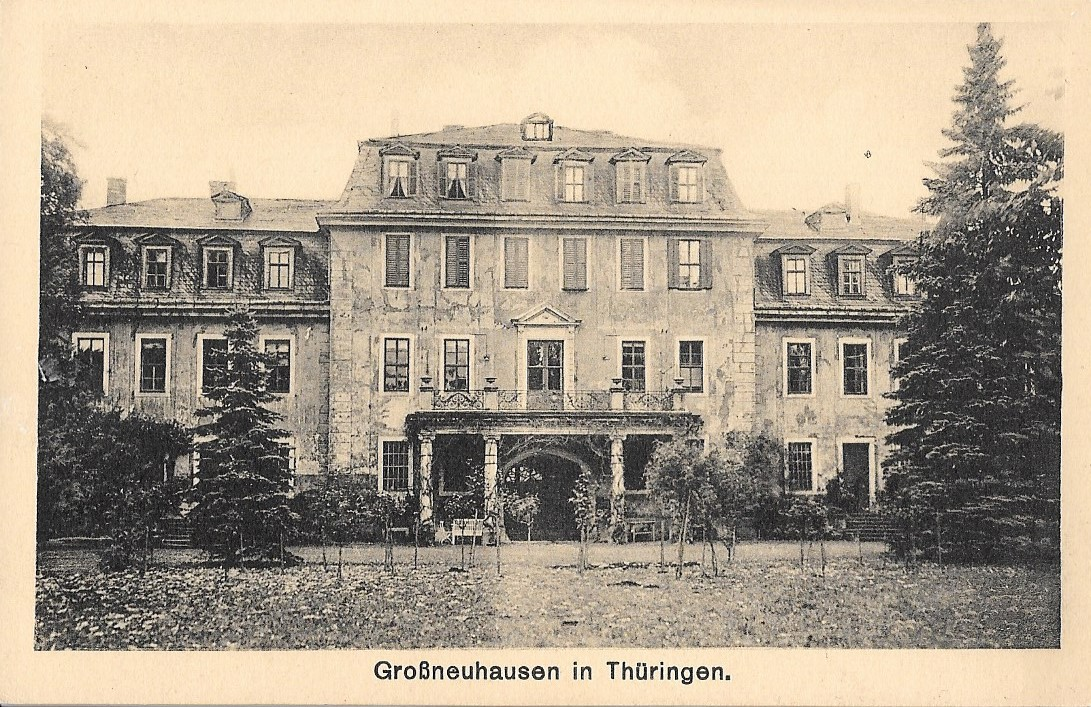
Parkansicht des ehem. Schlosses

Das ehemalige Schloss Großneuhausen lag in der Ortschaft Großneuhausen etwa 5 km südöstlich von Kölleda in Thüringen.

## Geschichte
1505 erwarb Hans von Werthern mit der Herrschaft Frohndorf u. a. auch das Dorf Großneuhausen. Zunächst besaß die Familie hier nur einen geräumigen Hof, ehe sie durch Zukauf das Gut auf 400 ha vergrößerten. Nachdem das hier befindliche Herrenhaus bei einem Großbrand infolge Blitzschlages am 28. Mai 1708 zusammen mit 46 Wohnhäusern und 40 Scheunen vollständig zerstört worden war, ließ Georg Graf von Werthern-Beichlingen (1663–1721), kursächsischer Gesandter und Kanzler, noch im September 1708 den herrschaftlichen Bereich des Dorfes wieder aufbauen. Am 2. Mai 1710 erfolgte dann die Grundsteinlegung des Schlossneubaus, welcher bereits 1715 abgeschlossen wurde.
Das Schloss im damals zeitgemäßen Barockstil errichten wurde nach Plänen des sachsen-weimarischen und -eeisenachischen Baumeisters Johann Mützel (1647–1717) errichtet. Hierbei handelte es sich um einen einflügligen, zweigeschossigen Bau mit breitem, dreigeschossigem Mittelrisalit und Mansarddach, verwandt den Weimarer Bauten des „Zopfstils“. Äußerlich noch recht schlicht gehalten, wies es im Inneren eine prächtige Ausstattung auf. So schrieb der mit der Familie befreundete Kunsthistoriker Udo von Alvensleben nach einem Besuch:
Innen gibt es von der klassischen Weimarer Zeit einen besseren Begriff als die Weimarer Interieurs selbst, die allzu museal überarbeitet sind.
So zählten zur Ausstattung neben Holzvertäfelungen und gemalten Wandreliefs zahlreiche Gemälde, darunter das der Johanna Luise von Werthern von Anton Graff, welches sich heute im Goethe-Haus in Frankfurt am Main befindet.
Das Schloss diente zeitweise als Hauptsitz der Familie, ehe es von Schloss Beichlingen abgelöst wurde. Danach wohnten Mitglieder eines Seitenzweiges in Großneuhausen, bevor es bestimmungsgemäß 1944 als Witwensitz von Elisabeth Gräfin Werthern fungierte.
Ab 1938 bis 1945 war weiblicher Arbeitsdienst im Schloss einquartiert. Das Schloss, Park und Gut befanden sich bis zur Enteignung 1945 im Besitz der Grafen von Werthern. Ab Februar 1948 fiel das intakte Schloss samt Nebengebäuden unter Zwangseinsatz der männlichen Dorfbevölkerung dem Abbruch anheim, nachdem es auf die Liste „abzutragender Zeugnisse feudaler Unterdrückung“ gekommen war. Hintergrund war der entsprechende Befehl Nr. 209 der Sowjetischen Militäradministration in Deutschland (SMAD). Ein Teil der Bevölkerung hatte zuvor noch erfolglos Einwände geltend gemacht; so wollte der Sportverein gerne in das herrenlose Schloss einziehen. Das wertvolle Inventar (Möbel, Gemälde und Bibliothek) ging verloren. Die Möbel aus dem Schloss landeten auf einem zentralen Sammelplatz der sowjetischen Besatzungsmacht in Kölleda. Der größte Teil des Abbruchschutts wurde zum Zuschütten des großen Schlossteichs verwendet, geeignetes Material auch für Neubauerngehöfte. Diese setzte man teilweise in den Schlosspark, dessen wertvoller Baumbestand abgeholzt wurde. An der Stelle des Schlosses wurde später ein Konsum errichtet.

## Hochrangige Gäste des Schlosses
- August der Starke, Kurfürst von Sachsen und König von Polen, besuchte mehrmals, zum Beispiel 1729, das Schloss auf dem Wege zu den jährlichen Manövern in Kannawurf
- Der Herzog von Braunschweig, verwundet nach der Schlacht von Jena und Auerstedt 1806, Feldmarschall in preußischen Diensten
- Davout, Marschall Napoleons, Sieger von Auerstedt, 1806
- Blücher, preußischer Generalfeldmarschall, nach der Völkerschlacht von Leipzig 1813
- Günther, Fürst von Schwarzburg-Rudolstadt 1901
- Wilhelm II., Deutscher Kaiser, anlässlich einer „Kaiserjagd“ 1902

Quelle der Zusammenstellung